# Gábor Áron (tüzér őrnagy)
Lemhényi Gábor Áron (Bereck, 1814. november 27. – Uzon és Kökös között, 1849. július 2.) székely kisbirtokos, asztalosmester, magyar nemzeti hős, az 1848–49-es forradalom és szabadságharc ágyúöntője és tüzértisztje.
Székely gyalogrendű határőrcsaládba született, és ő is a székely határőrségben szolgált. Gyulafehérváron, Pesten és Bécsben kapott pattantyús kiképzést, de a császári katonai hierarchiában nem várt rá felemelkedés, ezért leszerelése után kisbirtokosként gazdálkodott. A magyar szabadságharc erdélyi küzdelmeinek aktív részeseként vagyonát pénzzé tette, hogy támogassa a szabadságharcot, és a honvédsereg számára ágyúkat tudjon önteni. Részt vett az ágyúkezelők kiképezésében, és őrnagyként haláláig a honvédtüzéreknél szolgált. Mindenét feláldozta a szabadságért, a hazát védve a csatamezőn vesztette életét, amikor az Uzon és Kökös közötti kökösi ütközetben az orosz tüzérség ágyúgolyója eltalálta.
Katolikus létére református temetőben nyugszik Eresztevényben, ahol emlékére 1892-ben emelt emlékmű körül kopjafarengeteget állítottak, és mára a magyarság emlékhelyévé vált. Az ágyúi közül egyetlenegy maradt fenn, mely sok viszontagság után a Székely Nemzeti Múzeum tulajdonában van.

## Élete
Római katolikus székely gyalogrendű kisbirtokos határőrcsaládban született. Nagyapja, Gábor József a szenátorok testületének tagja volt. Apja, Gábor István Bereck főjegyzője volt, egyben a gyalogkatonák rendjéhez tartozó földművelő. Édesanyja Hosszú Judit. Testvérei Imre (1816–1887), Dénes (1820–?), Julianna (Mikó Izráné, 1824–?) és Anna (Kovács Mózesné, 1832–?) mind fiatalabbak voltak. Imre az első népképviseleti országgyűlésen, Dénes pedig az 1864-es nagyszebeni országgyűlésen képviselő volt.
Gábor Áron a berecki alsó iskola után 1827-től a kantai ferences nevelőintézetben tanult, majd 1828-tól csíksomlyói gimnáziumba járt, ahol a tanulók vallásos buzgóságának előmozdítására alapított Mária Társulat tagja volt. 1831-ben a negyedik osztályból kivált, és bevonult a háromszéki határőr ezredbe.
Kézdivásárhelyen szolgált 15. (2. székely) határőr gyalogezrednél. Innen pár hétre Gyulafehérvárra vezényelték, ahol „pattantyús” ágyúkezelői kiképzést és káplári sarzsit kapott. 1840-től a pesti székhelyű 5. (Bervaldo) tüzérezredhez került, később Bécsben, az ágyúgyárban is szolgált. Továbbszolgálati kérelmét nem fogadták el, ezért leszerelt, majd 1842-ben öccse helyett újra bevonult, de nem sikerült elérnie, hogy tovább képezzék és előrébb léphessen, ezért 1845-ben megint leszerelt. Pesten és Bécsben műszaki előadásokat hallgatott, ahol megismerkedett az ágyúöntéssel is, és német szakkönyveket szerzett be. Minthogy a szolgálat nem volt folyamatos jellegű, közben asztalosmesterként dolgozott, de épületeket és szárazmalmot is tervezett, sőt egy aratógépet is készített, amely 12 ember munkáját volt képes elvégezni.
Leszerelése után Moldvába ment, itt ismerte meg későbbi feleségét, más források szerint élettársát, Velcsuj Jusztinát, aki Jókai Mór szerint román volt, Egyed Ákos kutatásai alapján azonban valószínűleg csángó lány. Jusztina részt vett a szabadságharcban is, Fejér Károly berecki bíró 1868-as visszaemlékezése szerint „a hős tüzérőrnagy mellett valóságos hadsegédi teendőket végzett.”
Moldvában érte a magyar forradalom kitörésének híre, mire azonnal hazament. Tagja lett a Illyefalvi Gál Dániel vezette forradalmi csoportnak, a Kiskomiténak, és ennek révén kapcsolódott be Háromszék önvédelmének megszervezésébe. A Kiskomité volt az az erő, amely a marosvásárhelyi ütközet elvesztése után szembeszállt azokkal, akik egyedüli reális esélynek a behódolást látták.
Az ágyúöntés lehetőségét már az 1848. október 6-án tartott agyagfalvi székely nemzeti gyűlésen felvetette, az ellenállás mellett döntő gyűlés azonban nem vette komolyan a javaslatot. November 4-én Gábor Áron felkereste Háromszéken Berde Mózes kormánybiztost, és neki is felajánlotta szolgálatait, tőle már megkapta a kért támogatást.
1848. november 11-től kezdve Sepsiszentgyörgyön több honvédelmi bizottmányi és népgyűlést tartottak, ahol Puchner tábornok megadásra felszólítását követően megvitatták, és végül elhatározták Háromszék önvédelmét. A történetírók több dátumot is megneveznek, ahol Gábor Áron ágyúöntésre vonatkozó újabb ajánlkozása elhangzott (november 12., 15., 16., 20. és 23.); ezek közül Egyed Ákos a november 16-át valószínűsíti. Szavait a székelyek nagy lelkesedéssel fogadták.
Gábor Bodvajba utazott, az ottani vashámorban már korábban tájékozódott, és nekilátott az ágyúöntés előkészületeinek. A technikai adottságok miatt a kedvezőbb állva öntés nem jöhetett szóba, ezért fekvő állapotban kellett öntenie a csöveket. A másik nagy gond az volt, hogy a csőfúrást sem tudták megoldani, ezért új technológiát kellett kidolgoznia.
November 23-án Sepsiszentgyörgyön újabb nagygyűlést tartottak, ahol Dobay Károly ezredes, Háromszék önvédelmi hadseregének parancsnoka lehangoló szavakkal illette a hadi felszerelést: „ágyú nincs, mert ami itt öntetett, csak puffogtatni való.” Gábor Áron azzal felelt meg neki, hogy ha ágyújával elvéti az első célt, másodikként maga áll az ágyú elé. Az első két ágyút 1848. november 28-án mutatták be Sepsiszentgyörgy főterén, és a réten sikeres lövést is végrehajtottak. A nagygyűlés kimondta a fegyveres önvédelmet, és Gábor Áront további ágyúk öntésével, illetve a tüzérség megszervezésével és kiképzésével bízták meg, viszont az ágyúgyártó bizottmány elnökévé nem őt, hanem Kovács Dániel kézdivásárhelyi főbírót választották meg.
1848. november 28-a után az ágyúöntést Sepsiszentgyörgyön folytatták, mivel Erdővidéket – ahol a bodvaji hámor is elhelyezkedett – megszállta az ellenség. Itt további négy ágyú készült, de már nem vasból, mint Bodvajon, hanem beolvasztott harangokból. Ebben az időszakban Gábor Áron 400 rhénes forintot adományozott az önvédelmi harc pénztárának; az összeg egyes források szerint családi öröksége eladásából származott, mások szerint jutalomképpen kapta Háromszék közönségétől. Valamikor december folyamán az ágyúöntést átköltöztették Kézdivásárhelyre, Turóczy Mózes rézműves műhelyébe, a városban a tüzérek kiképzésére iskolát is létesítettek. Bodola Lajos, Gábor Áron munkatársa szerint 1848. november és 1849. június 20. között Háromszéken összesen 70 ágyút öntöttek.
Az ágyúkat először november 30-án, az első hídvégi ütközetben használták, és a székelyek – jelentős részben Gábor Áron ágyúinak köszönhetően – megnyerték ezt az ütközetet. Puchner azt hitte, hogy a székelyeknek francia tüzérségük lett. Az első ágyú neve Jókai Mór szerint Jancsi volt. December 13-án – miután Heydte őrnagy csapatai felgyújtották Köpecet, és a menekülőket lekaszabolták – a székely csapatok támadásba lendültek; ebben Gábor Áron három vagy négy ágyúval vett részt, és Felsőrákos határában pár óra leforgása alatt elűzték az osztrákokat. Az ütközet után Gábor Áron főhadnaggyá előléptetését javasolták, kinevezése december 16-án történt.
A második hídvégi ütközetben (december 24.) elszenvedett vereség után azonban a háromszékiek békeszerződés megkötésére készültek; feltételeiket december 28-án bizottmányi ülésen dolgozták ki. A császáriak részéről Heydte őrnagy tárgyalási alapként elfogadta ezeket, de ő is feltételeket támasztott: többek között a XII. zászlóaljbeli honvédek eltávolítását, az ágyúk megsemmisítését és az önkéntesek felszerelésének átadását. A január 2-i bizottmányi ülésen megoszlottak a vélemények, Gábor Áron pedig feldúlva elhagyta a termet, és azzal fenyegetőzött, hogy szétlöveti a tárgyalásnak helyet adó székházat. Az árapataki szerződést ennek ellenére megkötötték, a végrehajtása azonban akadozott: a nép elrejtette a honvédeket, illetve az ágyúk és a felszerelés nagyobb részét. Bem tábornok január közepén üzenetet küldött Háromszékre, és a harc folytatására szólította a székelyeket; ugyanezzel a futárral érkezett Gábor Áron főhadnagyi kinevezése is. Január 15-én Kézdimartonfalván felmondták az árapataki szerződést, és Gábor Áront ismét megbízták az ágyúöntéssel.
1849. március 15-én tüzér őrnagyi rangra terjesztették fel, a kinevezése május 15-én jelent meg a közlönyben. Németh László kormánybiztos ezt írta róla egy levelében: „A nép ez embert úgy nézi, mint védangyalát, ki a veszély perceiben mindenütt ott vala, hol szükség”. Decemberben Udvarhelyszékre, márciusban Kolozsvárra hívták az ottani hadiipar megszervezésére, de Kézdivásárhelyen nem tudták nélkülözni, mivel az ágyúgyártás megszervezése mellett a tüzérség utánpótlásának kiképzéséről is gondoskodnia kellett, és várandós feleségét sem akarta a szülés előtt magára hagyni. Miután Háromszék határainak védelmét biztosítva látta, és április 13-án megszületett Áron nevű fia, májusban Kolozsvárra, Nagyváradra és Debrecenbe utazott. Itt Mészáros Lázárral folytatott megbeszéléseket, melynek eredményeképpen engedélyt kapott, hogy a nagyváradi gyárban a Congreve-féle röppentyűket tanulmányozhassa. Kossuth Lajossal is találkozott, aki hatvanezer forintos segélyt utalt ki a kézdivásárhelyi gyárnak. Gábor Áron június elsején érkezett vissza Kézdivásárhelyre, ahol hamarosan elkezdte a Congreve-féle rakéták gyártását.
Amikor az egyesült osztrák–orosz haderő hét gyalogzászlóaljjal, négy század ulánussal és két kozákszázaddal Háromszék ellen fordult, a székelyek – köztük Gábor Áron hét ágyúval felszerelt tüzérsége – több mint egy órán át feltartóztatták őket Kökösnél, de a túlerő hatására meghátráltak, és a cári csapatok 24-én elfoglalták Sepsiszentgyörgyöt, 25-én Kézdivásárhelyt is, ahol a hadigyárakat feldúlták, majd Bem ellentámadásától tartva visszahúzódtak a Barcaságba. Az újjászervezett székely haderő július 2-án Uzon és Kökös között ütközött meg az ellenséggel, akiket sikerült a Feketeügyön túlra visszaszorítaniuk. Az ütközetben azonban Gábor Áron is elesett, amikor ágyúgolyó találta el. Hogy eltitkolja a parancsnok halálát, Gábor Áron hadsegéde, Nagy Sándor először Uzonba vitette a holttestet, és a harcok végén temették el a közeli Eresztevényben. Katolikus létére az ottani református templom kertjében van végső nyughelye.

## Személyisége
Tehetséges, széles körű tudással rendelkező ember volt, jól beszélt németül és románul. Orbán Balázs leírása szerint puritán életvitel és mértékletesség jellemezte. Mindenkivel, alárendeltjeivel is udvariasan és megnyerően viselkedett, kivéve, ha valakiről úgy vélte, hogy hazája iránti kötelességét elhanyagolja, mert akkor könnyen haragra gyúlt. Különösen elítélte azokat, akiket nem a szabadságharc eszméi vezéreltek, hanem a meggazdagodás vágya. Noha a szabadságharc alatt kiemelkedő hírnévre tett szert, mindhalálig szerény maradt, minden kitüntetést visszautasított.
Gábor Áron egyéniségének egy fontos momentumára Orbán Balázs írása utal. Eszerint annyira tenni akaró és újat alkotni vágyó volt, hogy a katonaságnál, amikor nem sikerült elérni, amit akart, búskomorrá vált, másfelől „ismerősei, rokonai gúnyolódtak vele, mint egy olyan eszelőssel, ki valósithatlan dolgokon töri fejét s oknélküliségekre fecsérli idejét”.
Hermann Róbert szerint: „Alakjában ott van a székely találékonyság, a meg nem alkuvás, a tettrekészség és a hősiesség. Emellett egy 'emberi' hős, nem hérosz, hanem olyan személy, aki akár a szomszédunk vagy ismerősünk is lehetne. Fennmaradt magánleveleiből egy jó kedélyű, saját értékeivel tisztában lévő, de önmagát nem túlértékelő, kimondottan jó humorral rendelkező személyiség képe bontakozik ki.”

## A Gábor Áron-féle ágyúk
Az ágyúk az osztrák hatfontos ágyú mintájára készültek. Bodola Lajos, Gábor Áron munkatársa így írta le az alkalmazott technológiát: „Először is fából az ágyú a maga rendes méretei szerint ki lett faragva, simára esztergályozva, aztán az ágyú két füle közti vonal hosszában két fél ágyúra lett fűrészelve. A két fél ágyút két, agyaggal tömött ládában lemintáztuk, s amikor a minták jól kiszáradtak, azokat egymáshoz illesztettük pontosan, olyan szorosan, amint vaskapoccsal tehettük. Hanem az összeillesztést megelőzőleg egy agyaggal vastagon bevont tölgyfahengert úgy helyeztünk el a két fél ágyú közepén, hogy az lehetőleg az ágyú csöve hossza tengelye irányában legyen s az öblözet átmérőjének megfelelően a csőlyukat képviselje. Ezután az izzó masszát beleöntöttük az agyagmintába.” Az ágyúkat a szokásos méretnél nagyobbra tervezték, hogy ezzel ellensúlyozzák a gyártási eljárás pontatlanságait.
Az ágyúk közül egyetlenegy maradt fenn. 1906-ban találtak rá, amikor a kézdivásárhelyi Rudolf Kórház udvarán csatornázási munkákat végeztek. Először a városházán állították ki, majd 1923-ban a sepsiszentgyörgyi Székely Nemzeti Múzeumba került. 1971-ben az akkor alakuló bukaresti Nemzeti Történelmi Múzeumba vitték, de rövidesen raktárba szorult.
2011. március 15-én az ágyút ismét a Székely Nemzeti Múzeumban állították ki, majd 21 erősdi kerámiáért, 61 dák ezüstéremért és az ágyú hiteles másolatáért került vissza a tulajdonjoga a bukaresti múzeumtól.

## Emlékezete
Gábor Áron a cselekvési lehetőségeket kereső és megtaláló, tehetségét gazdagon kamatoztató, leleményes, szavaival szólva „a mesterségek fortélyaiban” járatos ágyúöntőként és a forradalom ügyéért életét áldozó hős tüzértisztként él az emlékezetben. Hősi halála pillanatától kezdve visszaemlékezések, emlékiratok, tudományos feldolgozások és művészeti alkotások idézik, illetve örökítik meg életét.
Gábor Áron nevét több iskola és más intézmény vette fel (szülőföldjén a kézdivásárhelyi Gábor Áron Műszaki Oktatási Központ és a szentegyházai Gábor Áron Líceum, Magyarországon a zalaapáti Gábor Áron Általános Iskola és a miskolci Gábor Áron Kohó- és Öntőipari Technikum). Az ágyúöntő emlékét ápolja a Gábor Áron Tüzér Bajtársi Egyesület.
Gyárfás Győző építész tervei szerint Eresztevényben nyughelye fölé 1892-ben emlékművet emeltek. 2014-ben – születése 200. évfordulójának alkalmából – tartották a Gábor Áron-emlékévet, amelynek keretein belül az emlékmű körül az emlékezés erdeje épült, olyan kopjafarengeteg, ami egyaránt a székely nemzet hősének és a székely szabadságnak is a mementója. Gábor Áron születési évfordulója előtt tisztelegve Zachar István grafikus terve alapján a Magyar Államvasutak Zrt. 5. matricázott mozdonyát szolgálatba állították „Rézágyú” néven. Az emlékév részeként a Balassi Intézet sepsiszentgyörgyi kulturális központja, a Kovászna Megyei Tanács, és Kovászna Megye Kulturális Központja irodalmi pályázatot hirdetett. Az emlékév ötnapos rendezvénysorozattal fejeződött be 2014 novemberében.

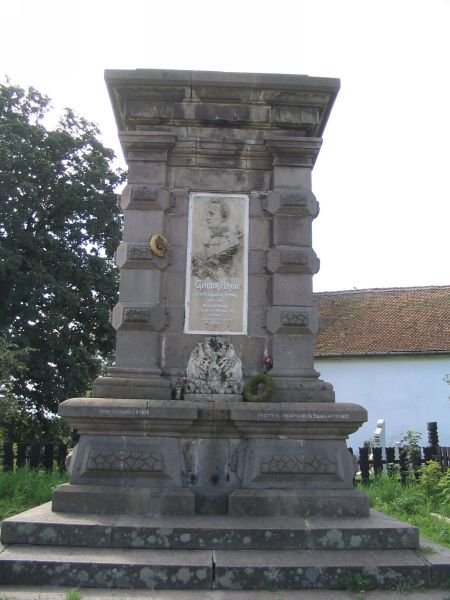
Síremléke Eresztevényben
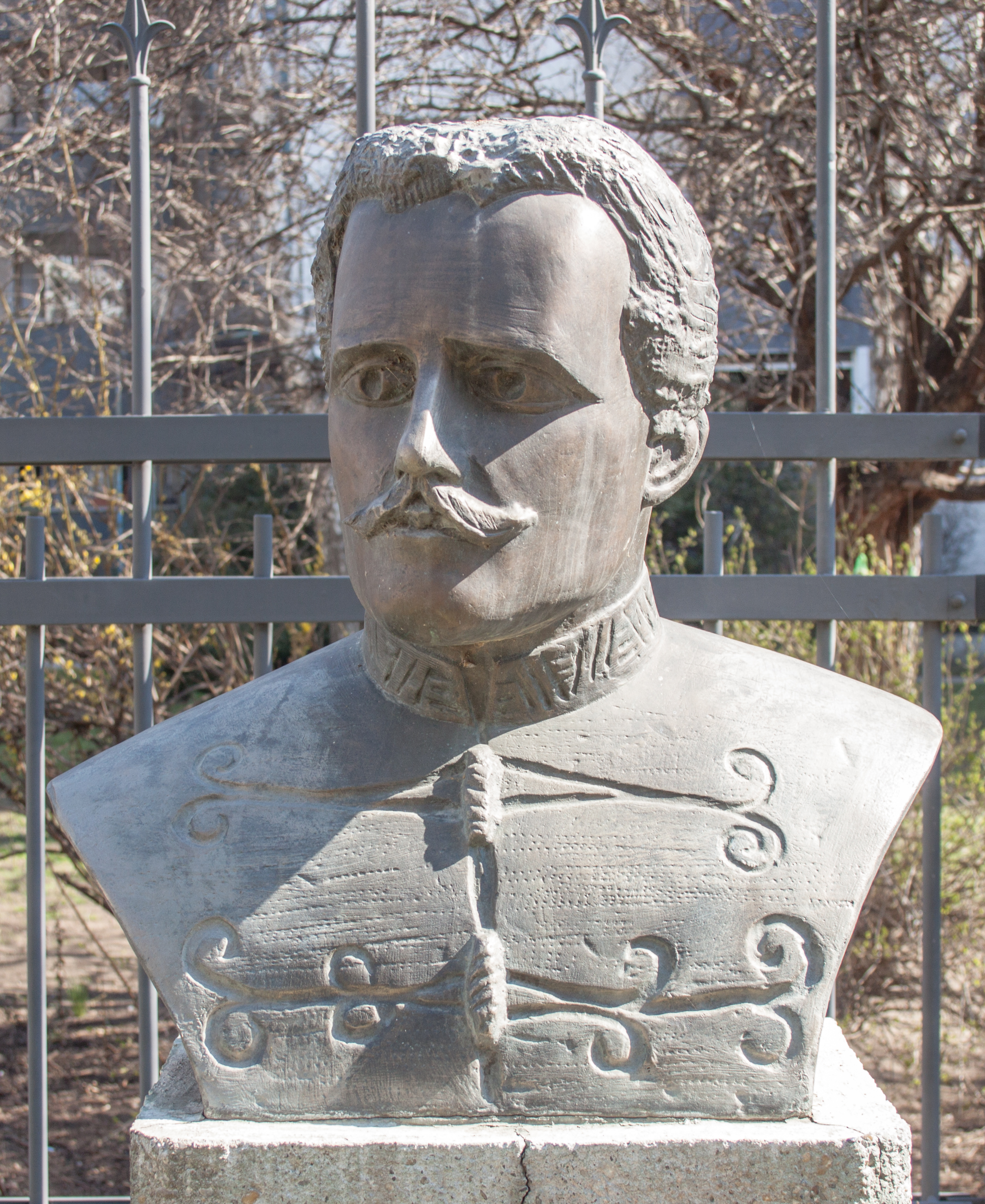
Mellszobra a budapesti Öntödei Múzeum kertjében
Szobra Kézdivásárhelyen, Oláh Sándor alkotása (1942)
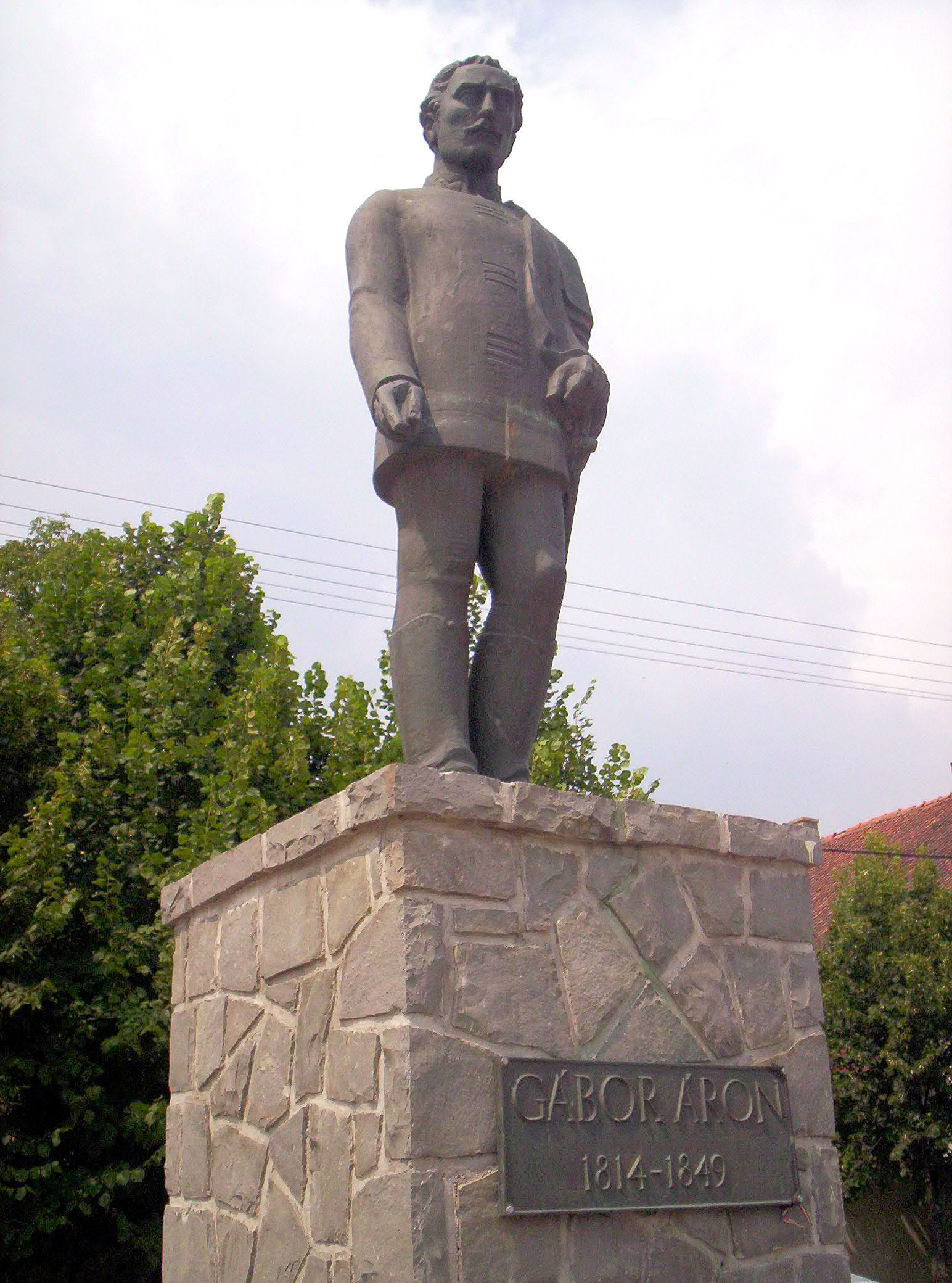
Szobra szülőfalujában, Vargha Mihály alkotása (1992)
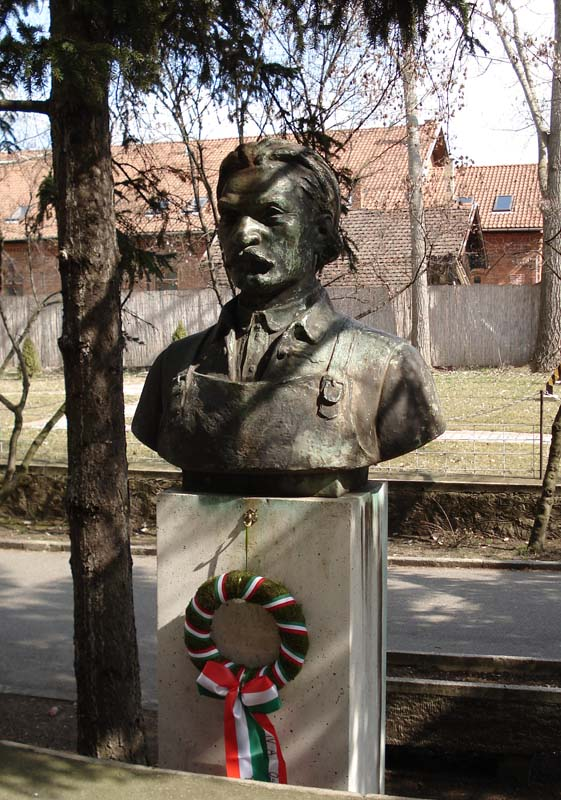
Büsztje Miskolcon, a Gábor Áron Szakközépiskola udvarán, Dabóczi Mihály alkotása (1956)

### A történetírásban
Az első tudományos igényű méltatások a kortárs történetíróktól, Kőváry Lászlótól és Jakab Elektől származnak. Egykori hadsegéde, Nagy Sándor Háromszék önvédelmi harca 1848–49 című könyvében (1896) foglalta össze a vonatkozó 19. századi ismereteket. Szabó Sámuel 1893-ban, Bodola Lajos 1895-ben a Történelmi Lapok hasábjain ismertette a székelyföldi ágyúöntés történetét. Gábor Áron hadtörténeti jelentőségét Alapi Gyula (A székely lőporgyártás és ágyúöntés 1849-ben, Századok, 1938) és Gyalókay Jenő (Az erdélyi hadjárat 1849 nyarán, 1938) méltatta. Cs. Bogáts Dénes gyűjteményét a sepsiszentgyörgyi Székely Nemzeti Múzeum őrzi. Pataki József Adatok Gábor Áron tanulóéveihez című tanulmánya az Erdélyi Múzeumban jelent meg (1944). Adatokban és korszerű értékelési szempontok alkalmazásában gazdagok Imreh István és Bözödi György tanulmányai (1957, 1974). Egyed Ákos Háromszék 1848–1849 című könyve (1978) Gábor Áront az önvédelmi harc szervezésében és irányításában mutatja be.

### Az irodalomban
Gábor Áron személye Jókait is megihlette, főként Jusztina nevű felesége idealizált alakját mutatva be Aranyhajú Lóra című elbeszélésében. A hagyomány ápolásához hozzájárult Szabó Dániel 1869-ben Sepsiszentgyörgyön játszott Gábor Áron vagy a szépmezei csata című színműve is (szövege elveszett). 1891-ben Deréki Antal Gábor Áron című, hat képből álló korrajza aratott színpadi sikert, s az eresztevényi emlékmű felállítását vonta maga után. 1914-ben ugyanezen címmel Erőss József színjátékát mutatták be, s hasonló címmel jelent meg 1942-ben Földi István romantikus regénye. Kovács László esszéje (Gábor Áron. Egy hős arcvonásai, 1943), Tamási Áron regénye (Hazai tükör, 1954), Sombori Sándor regényes krónikája (Gábor Áron, 1957) és hasonló című színműve (1970) mellett Kányádi Sándor A kökösi hídon (1955), Holló Ernő A kökösi mezőn (1969), Magyari Lajos Gábor Áron Kökösnél (1973) című verse is a hősi példát, a történelmi helyzetben feszülő tragikumot idézi. A szabadságharcos képét Czibor János Gábor Áron című filmregénye (1950) és Dávid Antal Háromszék nem alkuszik című regénye (1973) népszerűsíti.

### A képzőművészetben
A Sepsiszentgyörgyi Múzeum őrzi Gyárfás Jenő Gábor Áron halála című hatalmas méretű olajfestményét. Gábor Áron alakja szerepel Ördög Zoltán, Hervai Zoltán, Andrásy Zoltán kompozícióiban is.
1942-ben szoborpályázatot hirdettek, amelyen 40 művész vett részt; a gipszmodelleket a Sepsiszentgyörgyi Múzeum őrzi. Nagyvarjasi Oláh Sándor Gábor Áron-szobrát előbb Nagyváradon, majd 1971-ben Kézdivásárhely főterén állították fel. Sepsiszentgyörgyön 1958-ban a volt megyeház, ma megyei könyvtár falán helyeztek el emléktáblát, majd 1973-ban felavatták Gergely István művét, Gábor Áron nagyméretű bronz mellszobrát. 1980-ban Budapest II. kerületében, a Szilágyi Erzsébet fasor és a Gábor Áron utca sarkán avatták fel az ágyúöntő bronzból készült emlékművét. A szobor talapzatán Gábor Áron portrédomborműve van elhelyezve. Az emlékmű Kiss Sándor alkotása és egy törött ágyúgolyót ábrázol.
Bereckben 1992. július 4-én a templom szentélye mögötti téren avatták szobrát, Vargha Mihály szobrászművész alkotását. A főút mellett, a 103-as számú házon emléktábla hirdeti, hogy ott állt Gábor Áron szülőháza. A 89-es szám alatt Gábor Áron-emlékházat is berendeztek, ahol 1999-ben ágyúja hasonmását is elhelyezték. Emléktáblák láthatók a berecki szülőházon, a bodvaji vashámoron, a kökösi csatatéren és az eresztevényi síremléken is.

### A zenében és táncművészetben

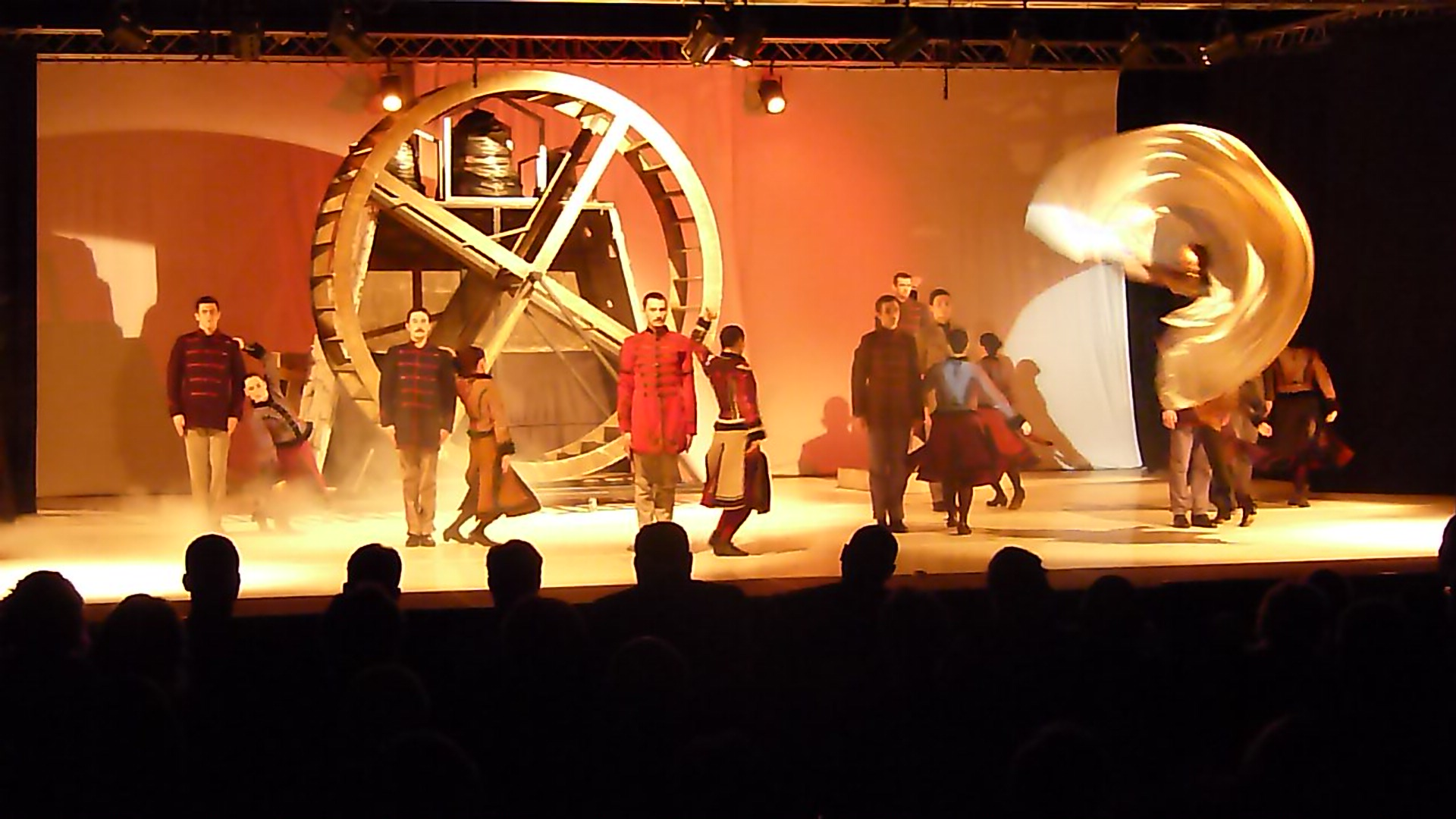
Gábor Áron – Háromszék Táncegyüttes, Várkert Bazár

1941-ben Mathia Károly jegyezte le a Gábor Áron rézágyúja című népdalt egy 12 éves fiútól, 1951-ben elhangzott a budapesti rádióban Kókai Rezső Lészen ágyú című daljátéka.
2014. március 15-én Kézdivásárhelyen Gábor Áron címmel a Háromszék Táncegyüttes bemutatta Gáspár Álmos zeneszerző Gábor Áronról szóló táncjátékát Orza Călin koreográfus rendezésében. A táncdráma főszerepét Kocsis Hunor kapta.